# Wreaths Tower

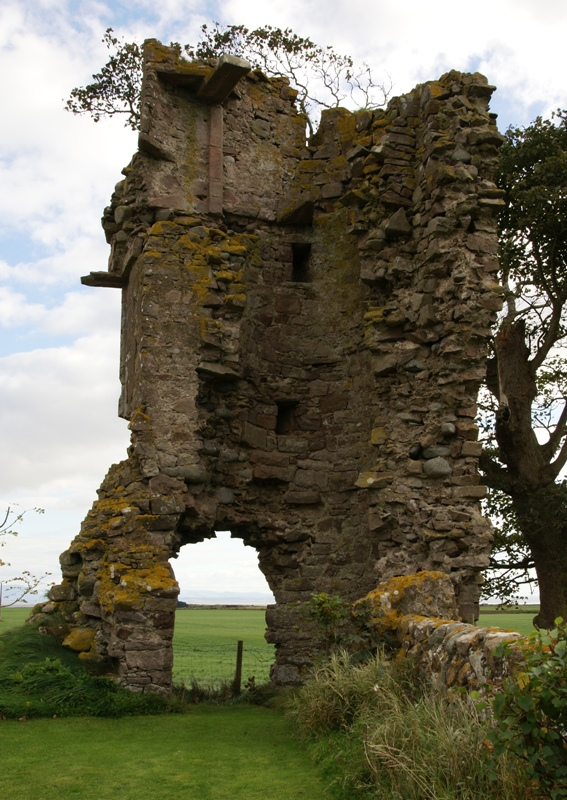
De binnenzijde van het zuidoostelijke deel waar een wenteltrap heeft gezeten.

Wreaths Tower is de ruïne van een zestiende-eeuws kasteel, 2,5 kilometer ten zuidoosten van Caulkerbush gelegen en 10,4 kilometer ten zuiden van New Abbey, net ten zuidoosten van Mainsriddle, in de Schotse regio Dumfries and Galloway.

## Geschiedenis
Wreaths Tower was eigendom van de familie Douglas. De toren stamt vermoedelijk uit de vroege zestiende eeuw. Regent James Douglas, vierde graaf van Morton had het kasteel in bezit ten tijde van zijn executie in 1581. Na zijn dood werd het kasteel eigendom van de familie Maxwell, al zijn er aanwijzingen dat het later wederom eigendom was van de familie Douglas.

## Bouw
Wreaths Tower was een woontoren staande 1,6 kilometer ten noorden van de Solway Firth. Slechts het zuidoostelijke deel van de gewelfde begane grond en van de wenteltrap zijn overgebleven. De toren telde minstens drie verdiepingen. In de oostelijke muur bevindt zich op de eerste verdieping naast de wenteltrap nog een deel van een raamkozijn.